# Левобережная улица (Москва)
Левобере́жная у́лица — улица в Северном административном округе города Москвы на территории районов Левобережный и Ховрино. Проходит от Беломорской улицы до канала имени Москвы. Нумерация домов ведётся от Беломорской улицы.

## Происхождение названия
Улица получила своё название в 1964 году в связи с тем, что проходит вдоль левого берега Канала им. Москвы, и заканчивается на берегу. До этого её отрезок от Прибрежного проезда до МКАД называлась улицей Землячки в честь российской и советской революционерки Р. С. Землячки.

## Описание
Улица начинается от пересечения с Беломорской улицей (напротив дома № 36А). Направление — с юго-востока на северо-запад. Осевая линия улицы на всём протяжении является границей районов Левобережный и Ховрино. Последняя четверть улицы проходит через Химкинский лесопарк.
Примыкания с нечётной стороны: безымянный проезд, соединяющий её со Смольной улицей и Прибрежный проезд. С чётной — Прибрежный проезд.
От начала улицы до Прибрежного проезда организовано по «полторы» полосы автомобильного движения в каждом направлении, от Прибрежного проезда до д. № 5 — по одной, далее и до конца — узкая грунтовая дорога. На протяжении улицы нет светофоров, два нерегулируемых пешеходных перехода. Тротуарами улица оборудована с обеих сторон частично. Заканчивается улица тупиком на берегу канала им. Москвы, не доходя нескольких метров до МКАД (внутренняя сторона, 76-й км).

## Здания и сооружения
Нечётная сторона
- № 5 — 6-й центральный военный клинический госпиталь (филиал № 2 Федерального государственного учреждения «3-й центральный военный клинический госпиталь им. А. В. Вишневского МО РФ»)

Чётная сторона
- № 4 — воинская часть № 92889 (снесена в 2013 году, на её месте построены несколько многоэтажных жилых домов)
- № 6 — эксплуатационная площадка Зеленоградского автокомбината (бывший 11-й автобусный парк)
- № 8А, стр. 1 — «Высоковольтные электрические сети» (подстанция 839 «Левобережная» 220 кВ)
- № 12 — гостиница «Holiday Inn Express» (бывшая «Союз»)
- № 38 и 40 — Центр кинологической службы (УВД САО г. Москвы)

## Общественный транспорт
- Автобусный маршрут № 65[2]
- Станции метро:
  - «Ховрино» — в 800 метрах от начала улицы
  - «Беломорская» — в 300 метрах от начала улицы
- Ж/д станции:
  - Платформа Ховрино — в 1800 метрах от начала улицы
  - Платформа Левобережная — в 600 метрах от конца улицы

## Галерея

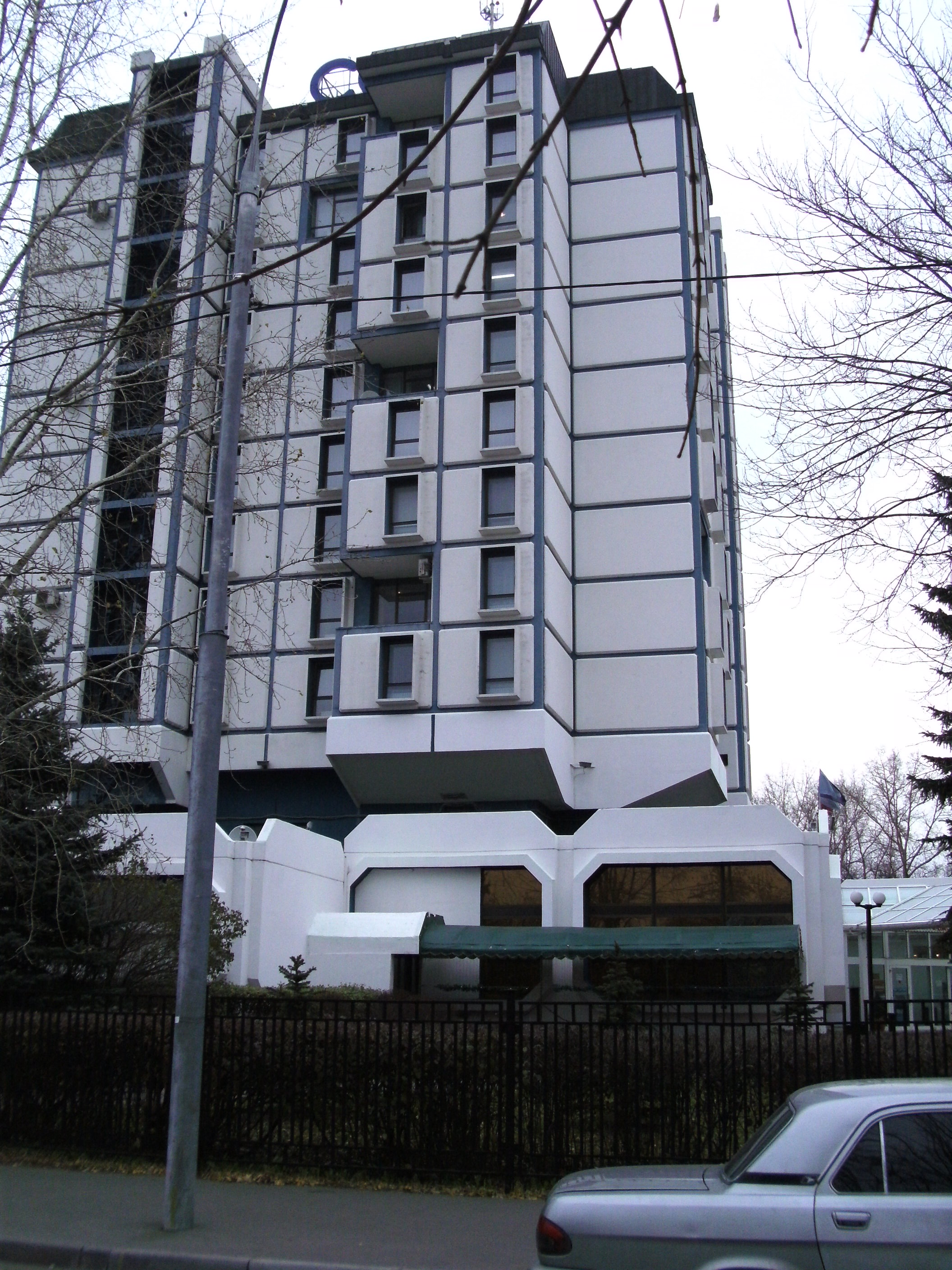
Гостиница «Союз» (д. № 12, ныне носит название «Holiday Inn Express»)
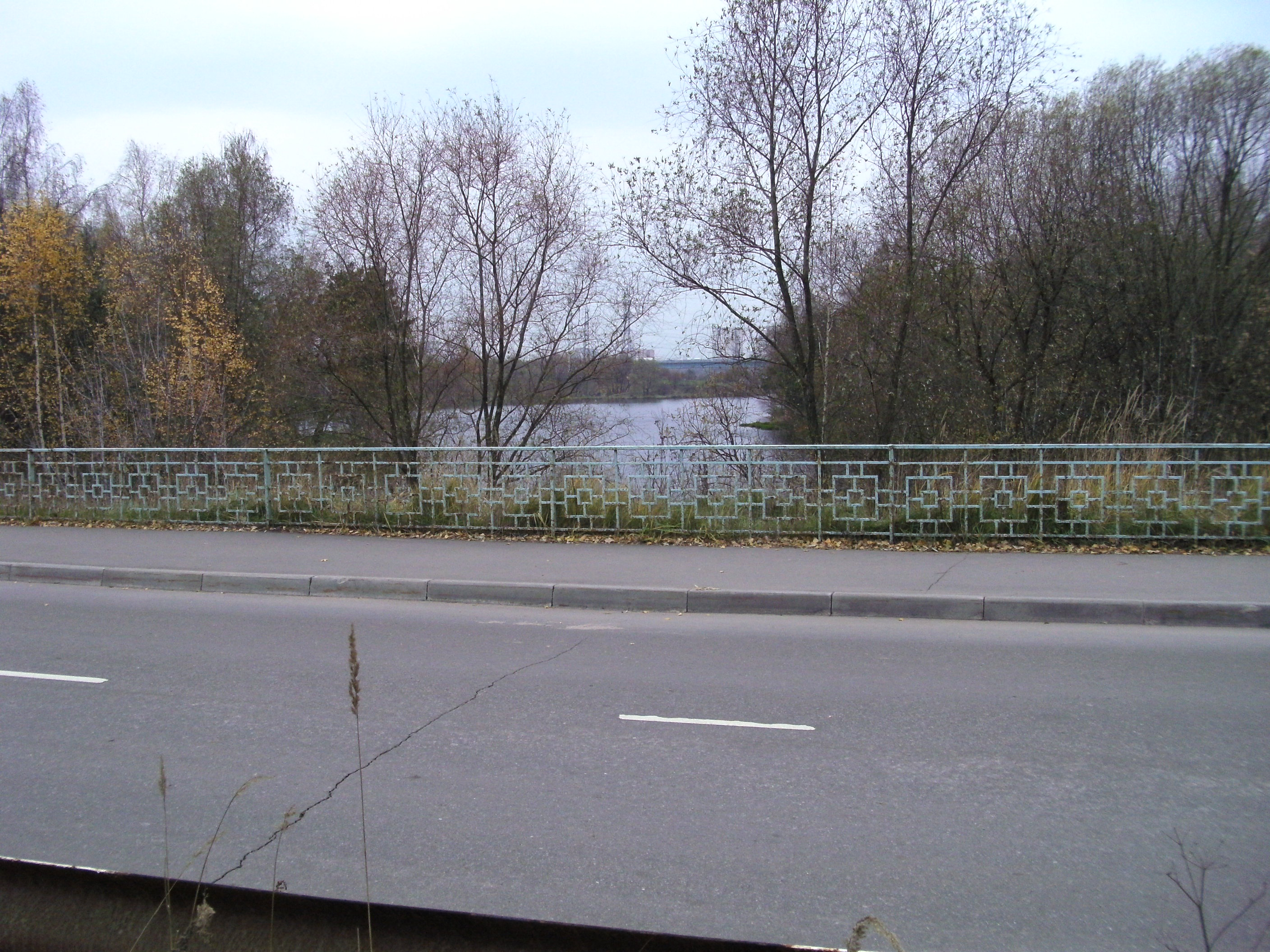
Улица проходит в непосредственной близости от Канала имени Москвы
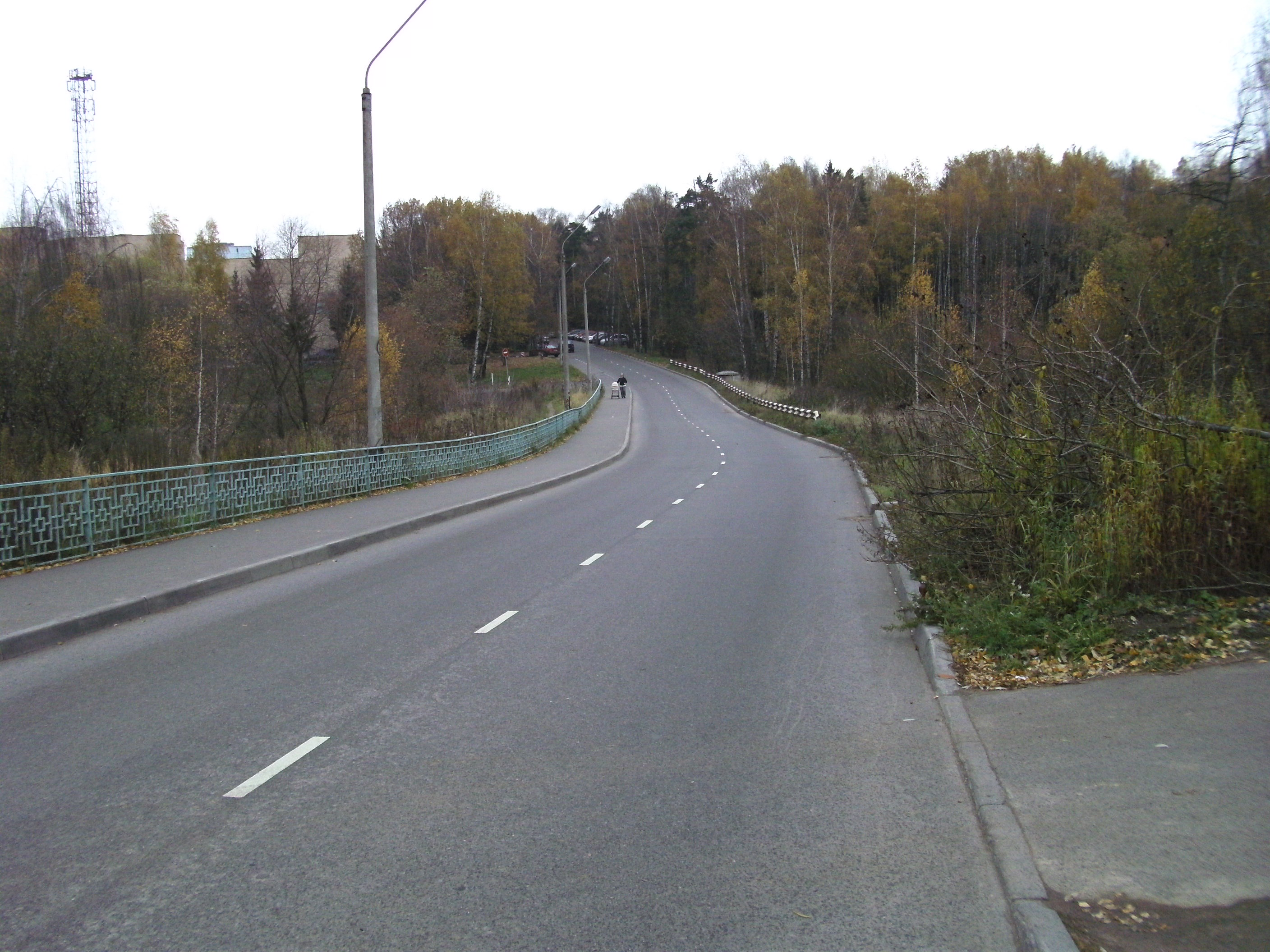
Последняя четверть улицы проходит через Химкинский лесопарк
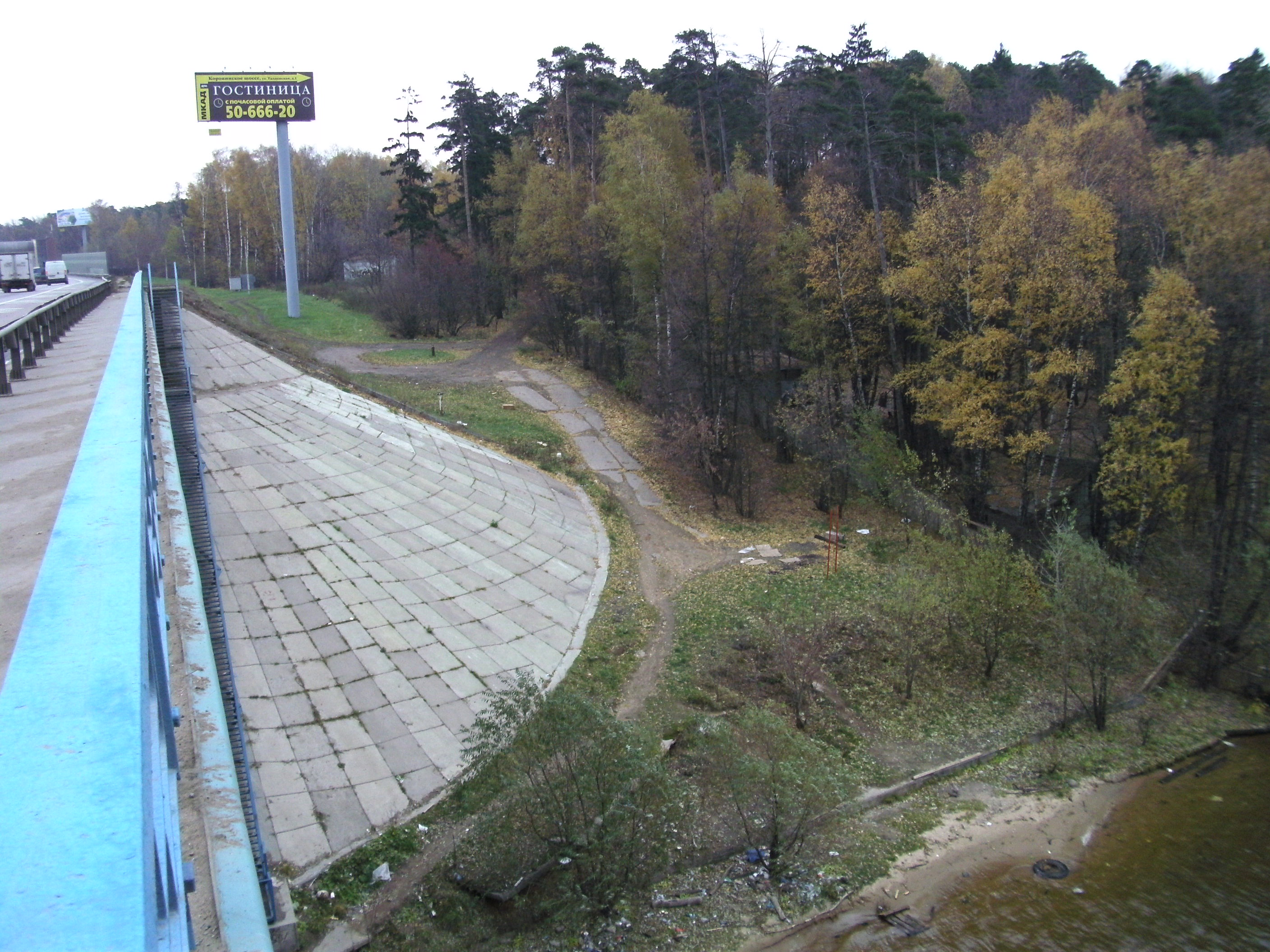
Конец улицы. Берег Канала им. Москвы. Справа к мосту выходит завершение Левобережной улицы. Вид с МКАД